# Чупина (Свердловская область)
Чупина — деревня в Талицком городском округе Свердловской области России.

## Географическое положение
Деревня Чупина находится в 13 километрах (по автодорогам — в 16 километрах) к северо-востоку от города Талицы, на обоих берегах реки Суетки — левого притока реки Пышмы. В деревне имеется пруд. Южнее деревни пролегает автодорога федерального значения Р351 (Екатеринбург — Тюмень), а ещё в одном—двух километрах южнее проходит железнодорожная ветка Екатеринбург — Тюмень Свердловской железной дороги — часть Транссибирской магистрали. На ней в двух километрах к юго-западу от Чупиной расположен остановочный пункт 2035 км, а в четырёх километрах к востоку-юго-востоку от деревни — железнодорожная станция Чупино.

## История деревни
Слово чуп с вогульского языка означает «человек».

## Население
| 2002 | 2010 | 2021 |
| ---- | ---- | ---- |
| 304  | ↘262 | ↘177 |